# 天才Bang!Bang!Bang!
《天才Bang!Bang!Bang!》（英語：Genius Bang! Bang! Bang!）是中國電視公司（中視）星期五綜藝節目，製作單位是全紅傳播，製作人是禚宏順、劉德蕙，主持人是胡瓜、吳宗憲，伴奏樂隊是天才大樂隊，導播是白汝珊，首播時間為每星期五21:00～22:30（1998年3月中旬改版後曾數度延長為120分鐘，即21:00-23:00之時段）。整個節目可分為前後兩期，兩期的佈景與單元都不相同。總集數113集，接檔節目為綜藝節目《電視大國民》。2020年10月YouTube「中視經典綜藝」開始發布中視官方完整版。
禚宏順製作的綜藝節目如《天生贏家》、《超級星期天》都有跳槽紀錄，故當時禚宏順在台灣電視節目製作業界有「跳槽大王」之稱；但本節目不曾跳槽。
中国大陆的南方电视台综艺频道也曾购入该节目的版权，以《天才棒棒棒》之名配以简体中文字幕播出。

## 前期單元
前期單元以益智為主，每集邀請8位來賓分為「左腦隊」與「右腦隊」各4位進行益智競賽；但有時會容許2人坐同一座位，例如IPIS蟑螂合唱團參賽時即是如此。每集統計兩隊總分，隊伍總分最高者即是該集的優勝隊，優勝隊隊員各獲得同一個獎品。每集個人總分最高者即是該集的MVP。
〈天才黃金眼〉
參賽者依據電視牆播放之3D電腦動畫短片內容回答問題。胡瓜、吳宗憲在每次宣佈進行本單元時的台詞為：「〈黃金眼〉，Bang！」
電視牆每次播放1至2則3D電腦動畫短片，參賽者必須看清短片中每一個細節。每則短片播放完畢，胡瓜、吳宗憲齊喊「Bang！」，電視牆隨即顯示題目，參賽者按鈴搶答，答對者所屬隊加分；但若同一題答錯滿3次，則該題答對者不加分。有參賽者答對時，胡瓜、吳宗憲請工作人員公布正確答案，電視牆隨即顯示正確答案。每結束一題，則胡瓜、吳宗憲齊喊「Bang！」繼續進行下一題，直到該則短片全部題目結束為止。
〈目擊者〉
參賽者依據電視牆播放之模擬刑案短片內容回答問題。胡瓜、吳宗憲在每次宣佈進行本單元時的台詞為：「〈目擊者〉，Bang！」
電視牆每次播放1則真人扮演之模擬刑案短片，參賽者必須看清短片中每一個細節。模擬刑案短片播放完畢，胡瓜請不特定藝人扮演的探長透過視訊會議來出題請參賽者回答。每出一題，探長會指定任一參賽者回答該題，答對者加50分。參賽者答錯的題目，立即公布答案，不開放其他參賽者作答。
曾出現的探長有倪敏然扮演的「倪警官」、袁詠儀扮演的「袁警探」、梅艷芳扮演的「梅探長」等。
〈天才大耳朵〉
參賽者依據電視牆播放之聲音來辨認這是誰的聲音。胡瓜、吳宗憲在每次宣佈進行本單元時的台詞為：「Big Ear——Bang！」
每集設定一個主題（例如「打呼的聲音」），每一主題播放8種聲音。首先全體參賽者戴上全罩式耳機，仔細聆聽這8種聲音；這8種聲音播放完畢，即開始出題。胡瓜、吳宗憲齊喊「Bang！」，電視牆隨即出一題。每出一題，有答案者起立，敵隊從中指定任一人回答該題；n人站立者，若答對，則所屬隊得分為25n分；反之若答錯，則所屬隊得分為−25n分。左腦隊結束一題，則換右腦隊答下一題，反之亦然。
〈天才瞬間記憶〉
參賽者依據電視牆播放之圖片或影片來搶答，每集分2階段：第一階段播放靜態圖片，播放完畢後出3題，每題答對者可得50分；第二階段播放5秒內之四格（2×2）影片，播放完畢後出3題，每題答對者可得100分。
〈活到老記到老〉
每集邀請5位老年觀眾與吳宗憲各自頭戴寫上關鍵詞的紙板、或是站在寫上關鍵詞的紙板後方，總共6人橫排站在舞台中央一起玩蘿蔔蹲，此6人必須記住自己代表哪一個關鍵詞。參賽者猜此6人中誰是該集的優勝者，並將答案寫在自己的答案板上。胡瓜、吳宗憲在每次宣佈進行本單元時的台詞為：「〈活到老記到老〉，Bang！」
講錯關鍵詞者立即被淘汰，最後唯一未被淘汰者即是該集的優勝者。產生優勝者後，優勝者與準優勝者留在舞台中央；左腦隊與右腦隊各派2人站在舞台中央，與優勝者及準優勝者一起玩蘿蔔蹲。
〈活到老比到老〉
〈活到老記到老〉的改版。
〈時間廊〉
參賽者背對鐘面，左手持時針，右手持分針，依給定的時刻比出時針與分針的位置。每題1人參賽。胡瓜、吳宗憲在每次宣佈進行本單元時的台詞為：「〈時間廊〉，Bang！」
胡瓜或吳宗憲宣布「請出題」，男性旁白仿中華電信報時台（室內電話或公用電話直撥117）報時語音宣讀12時制的時刻：「下面音響，×點×分。」宣讀時刻完畢，鐘響一聲，參賽者於鐘響時同時比出時針與分針的位置。時針的位置一定要準確，分針的位置偏差1至2分都算答對。若比出的位置與正確位置差距過多，則判定參賽者答錯。參賽者每答對一題可得50分，答錯者無得分。參賽者不能回頭看自己比的位置，否則該題不計分。
〈倒裝大王〉
參賽者橫排站在舞台中央，依固定口令與節奏玩接龍。胡瓜、吳宗憲在每次宣佈進行本單元時的台詞為：「〈天才倒裝句〉，Bang！」
參賽者固定口令為：參賽者A出題「天才發明的倒裝句：××××」，參賽者B答「偏偏我要倒著唸：××××」；若參賽者B答對，則參賽者B出題「天才發明的倒裝句：××××」，參賽者C答「偏偏我要倒著唸：××××」；依此類推，其中「××××」字數限制為3至4字。答題者的「××××」必須與出題者的「××××」文字排列順序完全相反，才算答對。若有人答錯，吳宗憲鳴汽笛喇叭一聲，遊戲暫停，主持群告知正確答案。另外，「××××」都必須有意義（例如人名、地名、樂器名等專有名詞），且都不得是同一字的疊字（例如「Bang, bang, bang」、「跑跑跑」、「追追追」）。同一參賽者答錯1次或重複出題1次，即喪失資格且被主持群請下台休息；其他參賽者繼續進行遊戲。最後留在舞台上的參賽者即是優勝者，優勝者加50分。
例題：【參賽者A：】「天才發明的倒裝句：我愛你。」【參賽者B：】「偏偏我要倒著唸：你愛我。天才發明的倒裝句：吸血鬼。」【參賽者C：】「偏偏我要倒著唸：鬼血吸。天才發明的倒裝句：倒裝句。」【參賽者D：】「偏偏我要倒著唸：句裝倒。天才發明的倒裝句：我會想你。」【參賽者E：】「偏偏我要倒著唸：你想會我。」
有時會現近似黃色笑話的答案，例如：【參賽者A：】「天才發明的倒裝句：精英大會。」【參賽者B：】「偏偏我要倒著唸：會大英精。」此種情形，若答題者答對，吳宗憲同樣鳴汽笛喇叭一聲，遊戲暫停，主持群與參賽者短暫繞著答案閒聊後繼續進行遊戲。
〈觸覺大考驗〉
兩隊各推派一位隊員以雙手觸摸另一隊全體隊員的臉，憑自己雙手的觸覺來猜被自己摸的人是誰。被摸者橫排坐在舞台中央。猜者雙手戴上白色手套，依被摸者坐位順序觸摸被摸者的臉；猜者摸好了以後戴上眼罩，被摸者各自變裝（例如戴假髮、戴頭套）並互換座位。被摸者各自變裝並互換座位完畢，猜者再次依被摸者坐位順序觸摸被摸者的臉，然後主持群請猜者回答被摸者順序。猜者全部答對者，猜者所屬隊獲得200分。
〈誰的朋友多〉
兩隊各推派一位隊員站在舞台中央，依據特定的任務（例如「請好友與情敵談判」），以工作人員推上舞台中央的電話機撥打電話給其朋友，請受話方同意任務指定的內容。
〈記憶金庫〉
參賽者必須記住密碼，依密碼順序轉動金庫轉盤，轉動方向與數字完全正確者才可獲得獎金或獎品。最初僅限每集的MVP參賽，開播不久即開放觀眾報名參賽。
首先參賽者站在舞台中央，背對舞台正前方的電視牆。金庫擺在電視牆前桌上，金庫內已放置獎金。胡瓜或吳宗憲宣布「開始」，現場燈光隨即轉暗。男性旁白宣讀密碼，以「金－庫－密－碼——」開頭，依序宣讀全部密碼。密碼格式為「左+一位數字」或「右+一位數字」，例如「左1」、「右2」、「左3」。各個密碼中的「左」是逆時針方向，「右」是順時針方向，數字是轉盤正上方顯示轉到的數字。旁白宣讀密碼時，參賽者同時默記密碼。旁白宣讀密碼完畢，現場燈光隨即恢復正常亮度，參賽者走到電視牆正前方的金庫前。參賽者依序宣讀自己記憶中的密碼，每宣讀一個密碼就立即依該密碼轉動轉盤；例如：參賽者宣讀「左3」，就立即向左（亦即逆時針方向）轉動轉盤數字至「3」。只要轉錯方向或轉到錯誤數字一次，現場將立即響起答錯的音效宣布參賽者失敗。參賽者在限時60秒內輸入最後一個正確密碼，即可開啟金庫並獲得獎金或獎品。
初期僅MVP藝人參賽時，只需記憶8組密碼即可獲得獎品，難度較低。後期開放觀眾參賽時，難度有所提升，並分為兩個階段：在開始時，先於參賽觀眾中實施海選，數十位觀眾必須逐一寫出8～9組由旁白宣讀的密碼，完全正確者才能取得晉級資格；第二階段則是依序記憶10組密碼，並照正確方向與數字轉動輪盤，完全成功者可獲得獎金與獎品。
〈向十萬元挑戰〉
本階段後期開放觀眾參賽的單元。參賽觀眾須手持在上端裝有金蛋的毛筆，限時寫出「天才大挑戰」5字（初期為「天才BANG BANG BANG」），並且維持金蛋不掉落。成功者可獲得新台幣10萬元獎金。

## 後期單元
1998年3月13日，該節目大幅度更動布景，呈現綜藝節目的風格，單元內容則以遊戲為主，並加入「頂尖拍檔」樂團的伴奏。
〈AB接歌王〉
參賽藝人須個別於兩首歌之間，逐句並交替唱出不同的歌詞。例如〈妹妹揹著洋娃娃〉與〈潑水歌〉，就須依序唱出「妹妹揹著洋娃娃」→「昨天我打從你門前過」→「走到花園來看花」→「你正提著水桶往外潑」，以此類推。唱錯歌詞或走音，即遭到淘汰。
〈火車大作戰〉
舞台中央擺設一組電動火車玩具組，火車持續行駛於軌道上，軌道上有一個障礙物。參賽者一邊完成指定的任務，一邊維持玩具火車正常行駛於軌道上，但不得把障礙物移出軌道。
該單元導致該節目遭行政院新聞局懲罰滿4次（《廣播電視法》法定最高次數）而被勒令停播。
〈全民大選〉
1998年7月推出的單元，邀請符合指定主題的素人來接受現場觀眾票選，來賓擔任評審。例如邀請各國小校花接受票選「國民美少女」。
〈世紀大挑戰〉
每集指定演唱一首歌的其中一個段落，由頂尖拍檔伴奏，參賽者先進行演唱。唱到指定段落最後一字時，需不換氣拉長音，長音最久的參賽者即為贏家。例如〈杜鵑花〉指定段落：「淡淡的三月天，杜鵑花開在山坡上，杜鵑花開在小溪旁，多美麗」，參賽者接著須開始不換氣發出「啊——」的長音，後方電視牆此時開始計時，並有碼錶讀秒音效，直到換氣或斷音為止。
〈天才與白痴〉
每兩人進行一對一搶答。搶答時，按自己的鈴則由自己作答，按對方的鈴則由對方作答。